# Nicolás de la Cruz Bahamonde
Nicolás de la Cruz Bahamonde, I hrabia de Maule (ur. 3 września 1757 w Talca; zm. 3 stycznia 1828 w Kadyksie) – chilijski wojskowy i pisarz, kupiec i kolekcjoner sztuki. Pełnomocnik Bernarda O’Higginsa w Europie.

## Życiorys
Urodził się w Chile, ale większość życia spędził w Hiszpanii. Był synem Giovanniego della Croce Bernardotte (żołnierza genueńskiego w służbie Korony Hiszpanii) i Chilijki Silverii Bahamonde y Herrery. Był siódmym z piętnastu dzieci, wszystkie nosiły zhispanizowane nazwisko ojca de la Cruz. Rozpoczął karierę wojskową, którą wkrótce porzucił, by poświęcić się interesom: przeniósł się do Santiago i zawarł umowę z bratem Juanem Manuelem na handel w dwóch lokalizacjach: Santiago de Chile, prowadzonej przez jego brata, i  w Kadyksie, gdzie działał Nicolás.
Jako zamożny miłośnik sztuki, około 1790 roku zapoczątkował prywatną kolekcję z pomocą wysłanników, którzy dostarczali mu książki i dzieła sztuki. Idąc za przykładem uczonych i kupców z tamtych czasów, postanowił podróżować. Pojechał do Włoch i Francji w latach 1797 i 1798 i do Genui, aby szukać informacji o swoich przodkach. Prowadził dziennik, który później poszerzył i opublikował pt. Viaje de España, Francia e Italia.
W 1810 ożenił się z Joaquiną Ximénez de Velasco y Boneo, z którą miał jedną córkę, Joaquinę. W 1811 król Karol IV przyznał mu tytuł hrabiego de Maule.